# 苻馗
苻馗（4世纪—360年代），氐族人，前秦皇帝苻生之子，高祖苻健的孙子。
357年，苻生为人暴虐，大肆杀害宗室和大臣，使人人自危。苻生的堂兄弟苻坚趁苻生醉酒之机，发动政变夺位，废黜苻生为越王，不久杀害苻生，谥号厉。苻生的儿子苻馗袭为越王。因苻坚降称天王，诸王降称公，苻馗也降为越公。甘露六年（364年），苻坚将一些公爵降爵为侯，苻馗也降为越侯。苻馗在其后的事迹，史书没有记载。建元四年（368年），苻生的弟弟魏公苻廋因作乱被苻坚赐死，苻坚将苻廋的一个儿子封为县公过继给苻生，苻馗可能已去世。